# Mabolwe
Mabolwe – wieś w Botswanie w dystrykcie Central. Według spisu ludności z 2011 roku wieś liczyła 701 mieszkańców.